# Baeus machadoi
Baeus machadoi är en stekelart som först beskrevs av Jean Risbec 1957.  Baeus machadoi ingår i släktet Baeus och familjen Scelionidae. Inga underarter finns listade.